# Mulheres de Abril
Mulheres de Abril é uma minissérie de televisão de drama histórico portuguesa. Protagonizado pelas atrizes Ana Bustorff e Paula Mora, este programa foi produzido pela HOP!, para ser exibido na RTP1.
Sendo composta por 5 episódios, a transmissão da minissérie começou na segunda-feira, 21 de abril de 2014, às 23h. O último episódio foi para o ar no dia 25 de abril de 2014, às 23h15m.

## Sinopse geral
Na sinopse oficial divulgada pela RTP lê-se: «Ana faz 60 anos no dia 25 de Abril de 2014. O 25 de Abril faz 40 anos e Ana fez 20 anos no 25 de Abril de 1974.
«Ana decide convidar para jantar as mulheres da sua vida. São elas, Isabel, a sua mãe, a sua filha Patrícia e a sua neta Sofia, a sua sobrinha Maria, a sua grande amiga de sempre, Luísa e finalmente Rosa, a antiga criada da família com quem Ana e Isabel mantêm uma relação muito próxima.
«Ao longo do jantar, todas elas vão contando histórias e recordações do passado e presente, de várias gerações de mulheres, começando por Ana que recorda o dia 25 de Abril de 1974, o dia em que fez 20 anos.
«Ao longo dos 5 episódios da minissérie, e tendo sempre como ponto de partida o jantar de Ana, vamos (re)conhecer recordações de várias épocas do século XX, que vão dos anos 20, 30 e 40, passando principalmente pelos anos 70 (antes da Revolução, durante e após) e finalmente o novo milénio. A minissérie trata fundamentalmente da condição feminina e da evolução de costumes e mentalidades que afetaram a mulher desde as primeiras décadas do século XX até à atualidade.»

## Produção
A minissérie Mulheres de Abril foi produzida a pedido da RTP para assinalar o aniversário de 40 anos do 25 de Abril de 1974.
Em fevereiro de 2014, alguns membros do elenco da minissérie foram revelados, como Mariana Monteiro, Sara Norte, Afonso Lagarto, Débora Monteiro, António Capelo, Sandra Barata Belo e António Cordeiro.
As gravações dos 5 episódios decorreram durante o mês de março de 2014. A acção é baseada na cidade do Porto, mas decorre também em Lisboa e em Trás-os-Montes (particularmente, em Carrazeda de Ansiães). As cenas rodadas no Porto acontecem essencialmente na baixa, onde fica a casa da protagonista, perto da Reitoria da Universidade do Porto, mas a minissérie mostra também outros cenários da cidade, como a Ribeira, e espaços emblemáticos como o Café Majestic.
A trama da minissérie decorre de 1923 a 2014 e dá voz a várias gerações de mulheres, fazendo um retrato histórico e sociológico da sociedade portuguesa, de um ponto de vista informal. Segue-se a descrição do período histórico representado ao longo de cada um dos episódios:
- "Onde estavas no 25 de abril?" (Episódio 1): 25 de Abril de 1974;
- "Uma calma e lânguida primavera" (Episódio 2): 1969 a 1973;
- "Um longo e quente verão" (Episódio 3): 1975 a 1977 (Verão quente);
- "Uma família transmontana" (Episódio 4): 1923 a 1945;
- "O novo milénio / 25 de Abril de 2014" (Episódio 5): 2000 a 2014.

A data de estreia da minissérie foi marcada para a segunda-feira, 21 de abril de 2014, às 23h. Os episódios foram emitidos diariamente durante essa semana. Após a transmissão dos episódios, os mesmos  foram disponibilizados durante um período limitado de tempo no RTP Play.

## Elenco e personagens

### Principais
A seguir encontra-se uma listagem das personagens principais:
- Ana Silva Guedes, interpretada por

Adulta: Ana Bustorff (5 episódios);
Jovem: Mariana Monteiro (3 episódios).
- Luísa, interpretada por

Adulta: Paula Mora (5 episódios);
Jovem: Sara Barros Leitão (3 episódios).
- Isabel de Jesus Silva, interpretada por

Idosa: Lourdes Norberto (5 episódios);
Adulta: Anabela Teixeira (3 episódios);
Jovem: Rita Lagarto (1 episódio).
- Rosa Ferreira, interpretada por

Adulta: Márcia Breia (5 episódios);
Jovem: Sara Norte (3 episódios).
- Patrícia, interpretada por Carla Maciel (5 episódios).
- Maria, interpretada por Sónia Balacó (5 episódios).
- Sofia, interpretada por Beatriz Soveral (5 episódios).

### Recorrentes
A seguir encontra-se uma listagem das personagens com participações recorrentes:
- Carlos Guedes, interpretado por

Adulto: António Cordeiro (3 episódios);
Jovem: Afonso Lagarto (1 episódio).
- João Silva Guedes, interpretado por

Adulto: João Cabral (2 episódios);
Jovem: Diogo Carmona (3 episódios).
- Amílcar, interpretado por Tiago Correia (3 episódios).
- Godinho, interpretado por André Brito (3 episódios).

## Lista de episódios
| Episódios | Episódios | Transmissão Original | Transmissão Original | Dia da Semana               | Audiências (média de rating) |
| Episódios | Episódios | Estreia              | Final                | Dia da Semana               | Audiências (média de rating) |
| --------- | --------- | -------------------- | -------------------- | --------------------------- | ---------------------------- |
|           | 5         | 21 de abril de 2014  | 25 de abril de 2014  | Segunda-feira a Sexta-feira | 2,7%                         |

Abaixo, estão listados os episódios de Mulheres de Abril, exibidos a partir de 21 de abril de 2014:
| Ep.# | Título                             | Argumento                           | Realização        | Transmissão Original | Rating   |
| --- | ---------------------------------- | ----------------------------------- | ----------------- | -------------------- | -------- |
| 01 | Onde estavas no 25 de abril?       | Henrique Oliveira                   | Henrique Oliveira | 21 de abril de 2014  | 3,0%     |
| Ana faz 60 anos no 25 de Abril de 2014. Decide comemorar a data, convidando para um jantar muito especial as mulheres da sua vida: Luísa, a sua amiga de sempre, Isabel, a sua mãe, Patrícia, a sua filha única, Sofia, a sua neta, Maria, sua sobrinha, e Rosa, antiga criada da casa dos seus pais. Ao longo do 1º episódio, vamos conhecer um pouco das vidas destas 7 mulheres, cruzando histórias do presente de todas com as memórias do dia 25 de Abril de 1974 de Ana, Luísa, Isabel e Rosa. |                                    |                                     |                   |                      |          |
| |                                    |                                     |                   |                      |          |
| 02 | Uma calma e lânguida primavera     | Henrique Oliveira                   | Henrique Oliveira | 22 de abril de 2014  | 2,7%     |
| Enquanto se dá início ao jantar, a conversa recai sobre as memórias dos anos imediatamente anteriores ao 25 de Abril de 1974. Ana começa por recordar um dia de Fevereiro de 1969 quando foi acordada pela mãe, Isabel, o dia do terramoto no Porto. Depois, Isabel e Rosa recordam a noite em toda a família assistiu à alunagem da Apolo XI, também em 1969. Depois recordam outros factos do dia a dia desses tempos, de 1970 a 1973, e com isso, vamos assistir a uma série de situações típicas, nostálgicas ou divertidas que marcaram os últimos anos do antigo regime.                                      |                                    |                                     |                   |                      |          |
| |                                    |                                     |                   |                      |          |
| 03 | Um longo e quente verão            | Rodrigo Freitas e Henrique Oliveira | Henrique Oliveira | 23 de abril de 2014  | 2,9%     |
| As nossas 7 mulheres continuam o jantar. A conversa incide sobre os anos seguintes à Revolução de 1974. Começa com a memória do dia 25 de Abril de 1975, a comemoração dos 21 anos de Ana, e com a festa que Ana deu nessa noite. Depois, seguimos o percurso atribulado de Ana até 1977, do seu pai com os seus medos quanto à revolução, e também de toda uma sociedade em mutação muito rápida. |                                    |                                     |                   |                      |          |
| |                                    |                                     |                   |                      |          |
| 04 | Uma família transmontana           | Henrique Oliveira                   | Henrique Oliveira | 24 de abril de 2014  | 1,8% (†) |
| Isabel recorda os seus pais, Amélia e Joaquim. A história começa em 1923, em Carrazeda de Ansiães, uma pequena aldeia transmontana, com o casamento de Amélia e Joaquim, um pobre criador de gado. Nove meses depois nasce Isabel. Amélia convence Joaquim a ir vender gado para os talhos do Porto. Joaquim assim faz. Aos poucos, e com muito trabalho e sacrifício, começa a enriquecer. Começa também a frequentar os bordeis do Porto. Em 1939, compra casa no Porto e traz a família. Amélia e Isabel ficam deslumbradas com a cidade. Joaquim, é já um outro homem, e começa a causar problemas à família... |                                    |                                     |                   |                      |          |
| |                                    |                                     |                   |                      |          |
| 05 | O novo milénio 25 de abril de 2014 | Mariana Esteves e Henrique Oliveira | Henrique Oliveira | 25 de abril de 2014  | 3,1% (‡) |
| Sinopse indisponível. |                                    |                                     |                   |                      |          |
| |                                    |                                     |                   |                      |          |

Legenda:
- (‡) Episódio Mais Visto
- (†) Episódio Menos Visto

## Receção

### Audiências
Apesar do horário, o episódio de estreia de Mulheres de Abril registou um bom resultado audiométrico da série para a RTP: 3,0% de rating e 7,5% de share (285 000 espetadores). Foi o 27º programa mais visto nesse dia. Estes valores viriam apenas a ser superados aquando a transmissão do último episódio da minissérie, que registou 3,1% de rating e 8,3 de share (294 500 espetadores).

### Prémios e nomeações
| Ano  | Prémio/Premiação                            | Categoria             | Indicado(s)       | Resultado |
| ---- | ------------------------------------------- | --------------------- | ----------------- | --------- |
| 2015 | 17º Festival de Ficção TV de La Rochelle    | Ficção europeia       | Mulheres de Abril | Nomeação  |
| 2015 | Troféu TV7Dias VI Troféus de Televisão 2014 | Melhor série          | Mulheres de Abril | Nomeação  |
| 2015 | Troféu TV7Dias VI Troféus de Televisão 2014 | Melhor atriz em série | Ana Bustorff      | Nomeação  |